# Dasybasis opla
Dasybasis opla är en tvåvingeart som först beskrevs av Walker 1850.  Dasybasis opla ingår i släktet Dasybasis och familjen bromsar. Inga underarter finns listade i Catalogue of Life.